# Koman (vodní nádrž)
Vodní nádrž Koman, známější jako jezero Komani (albánsky Liqeni i Komanit), je přehradní nádrž na řece Drin v severní Albánii. Nachází se na jižní hranici okresu Tropojë v kraji Kukës, v dolní části pak přehradní nádrž na toku Drinu tvoří nejvýchodnější úsek hranice okresu Skadar ve stejnojmenném kraji. Nádrž získala své jméno podle vesnice Koman, která je administrativně částí obce Vau-Deja (tzv. obec městského typu, albánsky baškija). Ves Koman leží na levém břehu Drinu naproti vesnici Palaj-Gushta, na jejímž území se nachází přehradní hráz a vodní elektrárna. 

## Historie
V 60. letech 20. století bylo na řece Drinu v Albánii zahájeno budování soustavy vodních děl a hydroelektráren. Nejníže na toku Drinu je položena přehrada Vaut të Dejës, jejíž hydroelektrárna byla uvedena do provozu v roce 1973. Na horním toku Drinu byla v letech 1971–1978 vybudována největší přehradní hráz a největší umělé jezero v Albánii – Liqeni i Fierzës nedaleko stejnojmenného města. Toto dílo bylo slavnostně uvedeno do provozu v roce 1979. Obě uvedené hydroelektrárny byly vybudovány a vybaveny s čínskou pomocí.

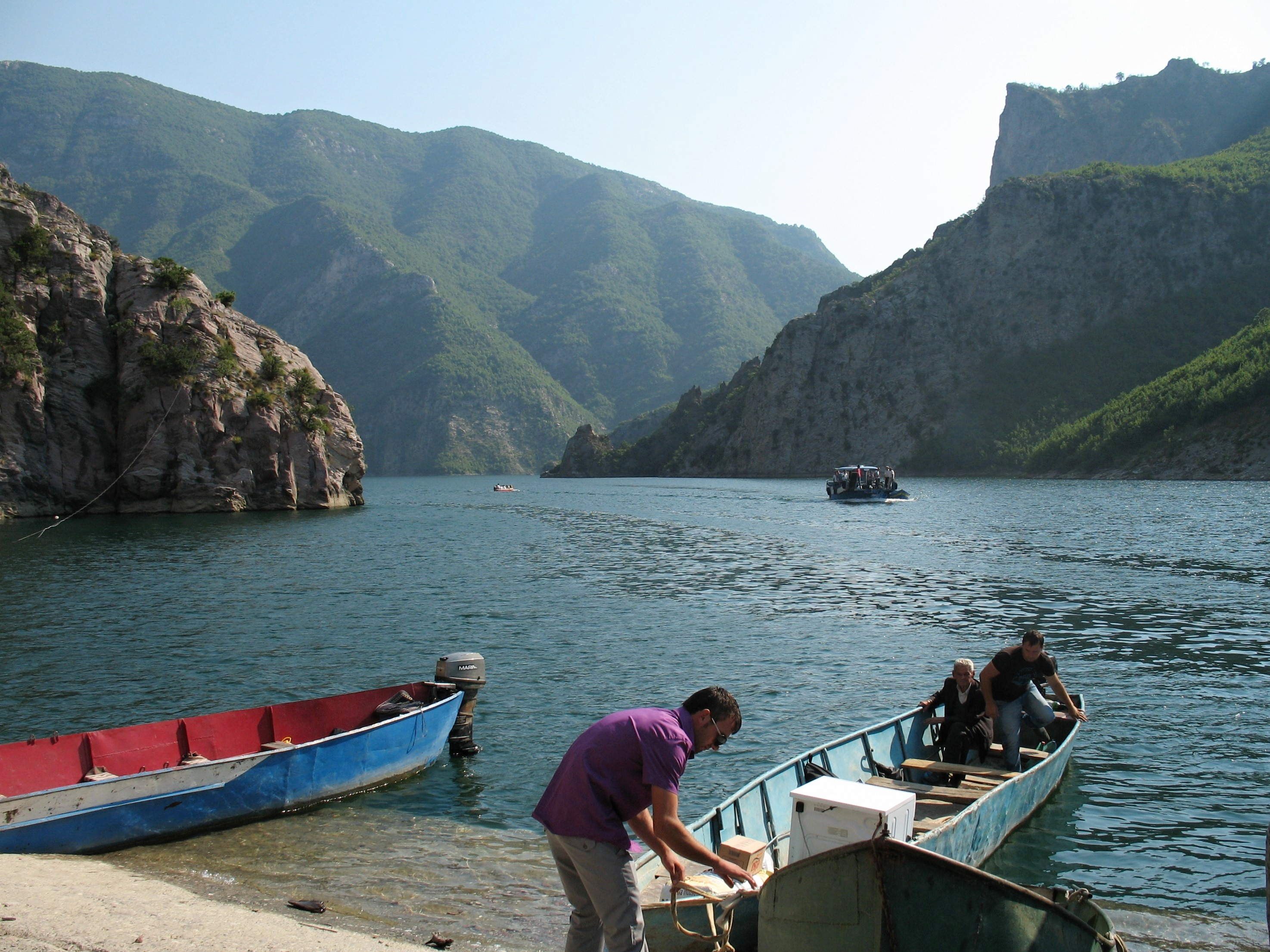
Přístav Palaj-Gushta nedaleko hráze

Další, 115 metrů vysoká hráz byla vybudována v letech 1980–1988 v soutěsce Malgun (gryka e Malgunit) nedaleko obce Koman uprostřed mezi oběma výše zmíněnými přehradními nádržemi. Vodní elektrárna, která původně nesla jméno albánského komunistického vůdce Envera Hodži, byla vybavena čtyřmi výkonnými turbínami z Francie a má výkon 600 MW. Přehrada je až 96 m hluboká a místy široká jen 50 metrů. Objem nádrže je 430 miliónů krychlových metrů vody, avšak kvůli obdobím sucha bývá výkon elektrárny omezen.

### Zajímavost
Za éry komunismu byla v oblasti přehradní kaskády na řece Drin natočena celá řada albánských romantických filmů.

## Okolí přehrady
V okolí přehradní nádrže převládá téměř nedotčená příroda. Jezero Komani obklopují vrcholy s nadmořskou výškou kolem 500–1000 metrů, ovšem o něco dále od přehrady, zejména směrem na sever, se již výška hor pohybuje kolem 2000–2500 metrů. Z některých míst u přehradní nádrže lze zahlédnout i vrcholky Dinárských hor. Na březích jezera Komani a jeho zátok se nacházejí pouze menší osady a vesnice, případně jen jednotlivé usedlosti, přičemž jediné spojení s okolním světem pro místní obyvatele představují pouze lodě. Poblíž přehradní hráze, nad pravým břehem Drinu, je velká jeskyně Spella e Zojes (v překladu Jeskyně naší Paní).

## Turismus
Plavba po jezeře Komani je považována za jednu z nejkrásnějších vodních tras na světě a bývá přirovnávána k cestování lodí Hurtigruten podél norského pobřeží nebo trajektem do chilského Puerto Natales.
Z přístavu Breg-Lumi nedaleko města Fierzë, který je vzdálen asi půl hodiny jízdy mikrobusem od správního centra okresu Bajram Curri, vyplouvá první loď každý den v 6 hodin ráno. Po dvou hodinách plavby dosáhne přístavu Palaj-Gushta (resp. Koman) u přehradní hráze. Z ekonomických důvodů v některých předchozích letech nebyla zajišťována doprava velkým trajektem vůbec a v provozu byla jen menší lodí jménem Dragobia, převážející pouze pěší cestující. (Tato menší loď je sama o sobě kuriozitou, neb její jádro tvoří přestavěný autobus). V roce 2017 byly v jízdním řádu lodí uvedeny od 15. dubna též dva trajekty pro přepravu aut, ovšem ten větší z nich vyplouval pouze za předpokladu dostatečného počtu rezervací.

## Doprava na jezeře

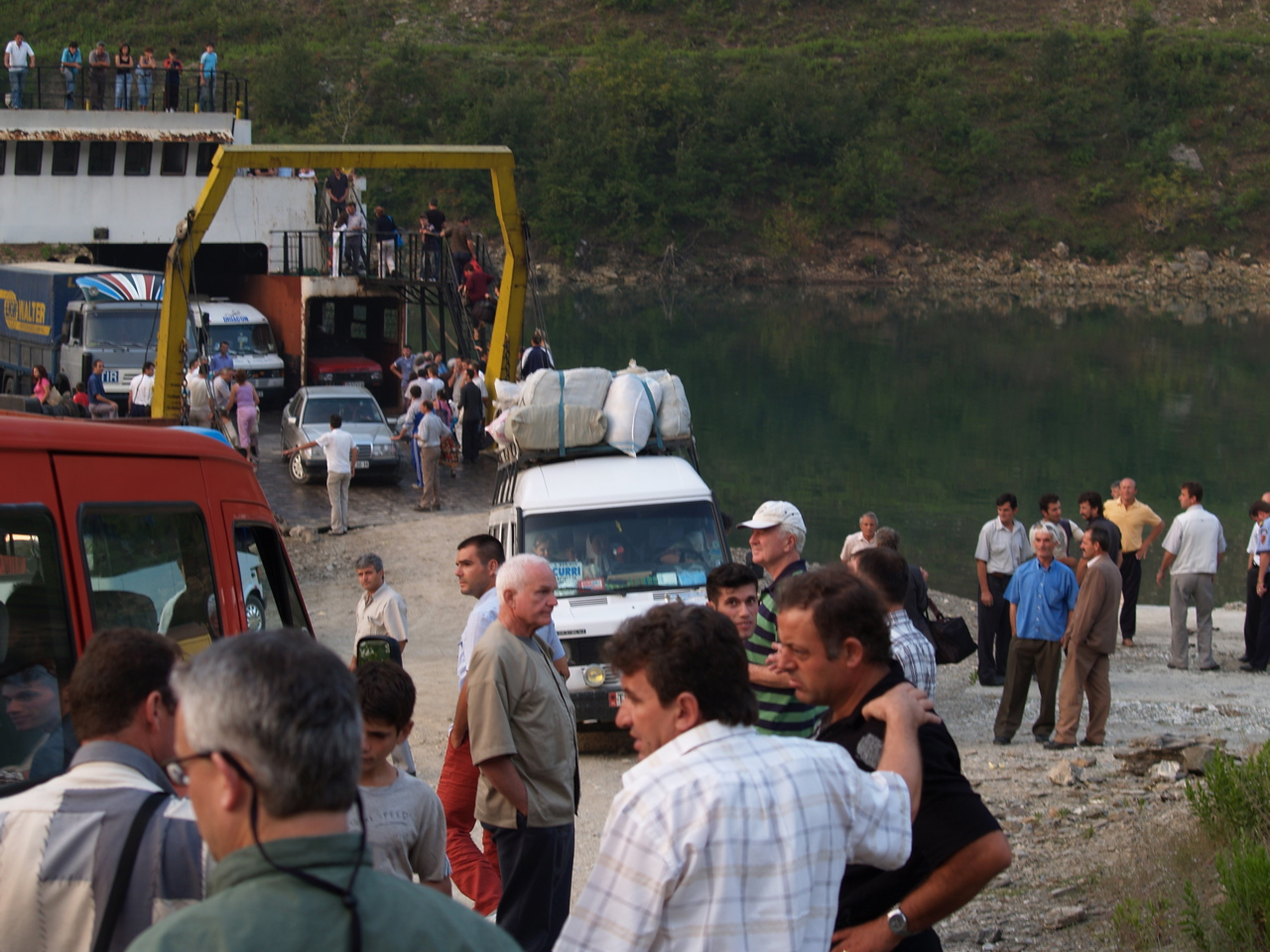
Naloďování aut na palubu trajektu v Breg-Lumi (rok 2005)
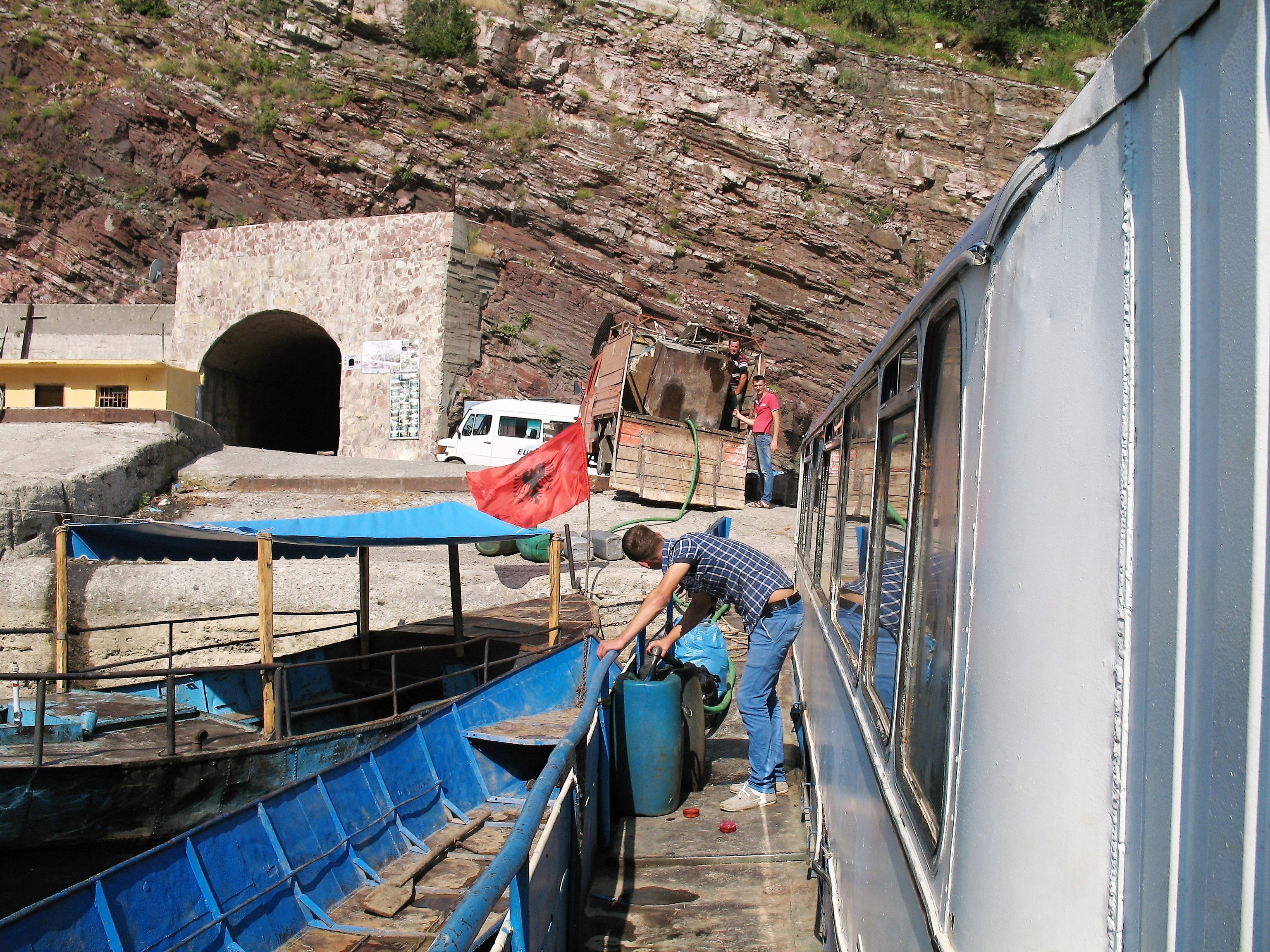
Tankování nafty v přístavu Palaj-Gushta (Koman)
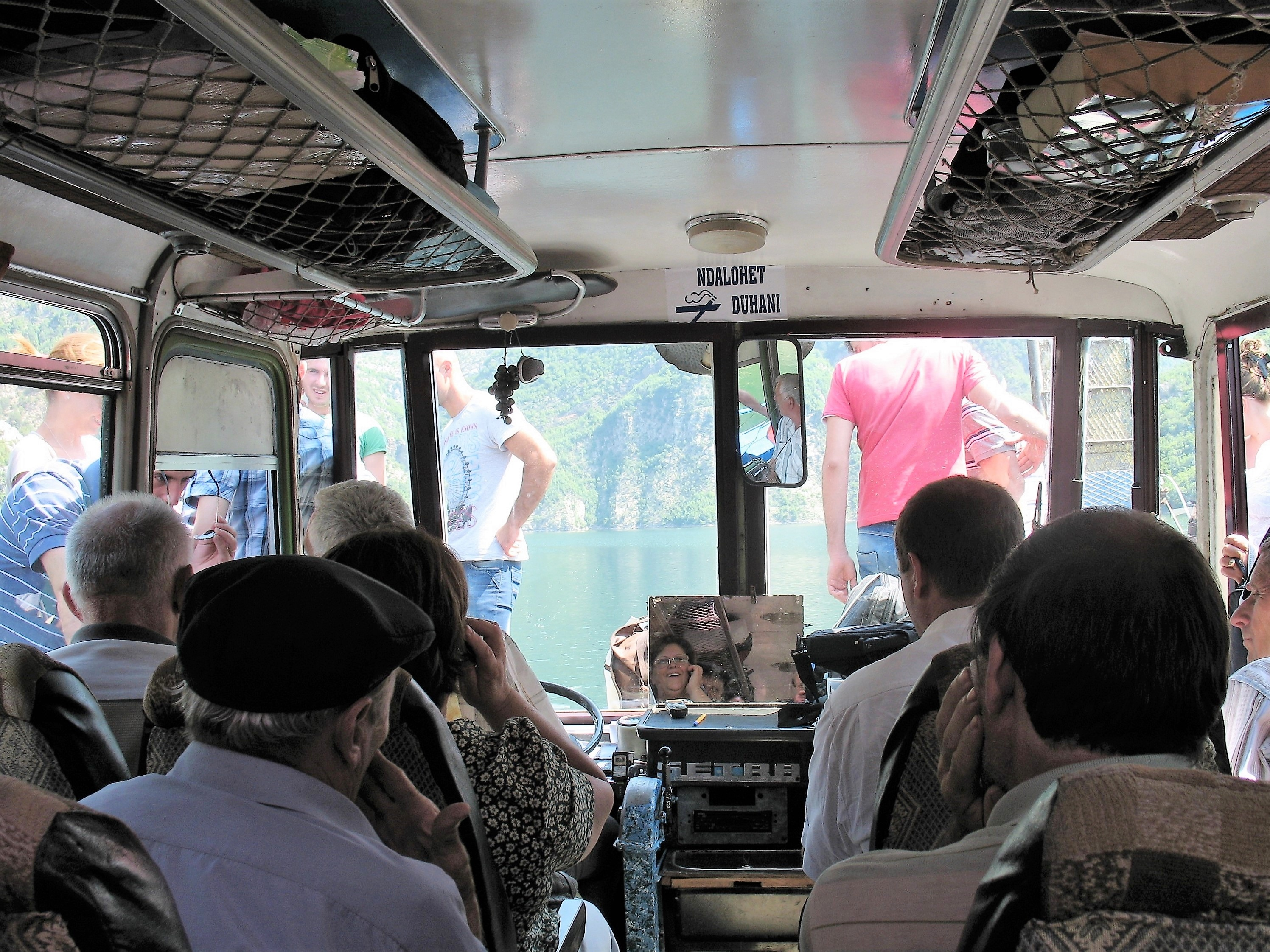
Interiér lodi Dragobia - "vodního autobusu"
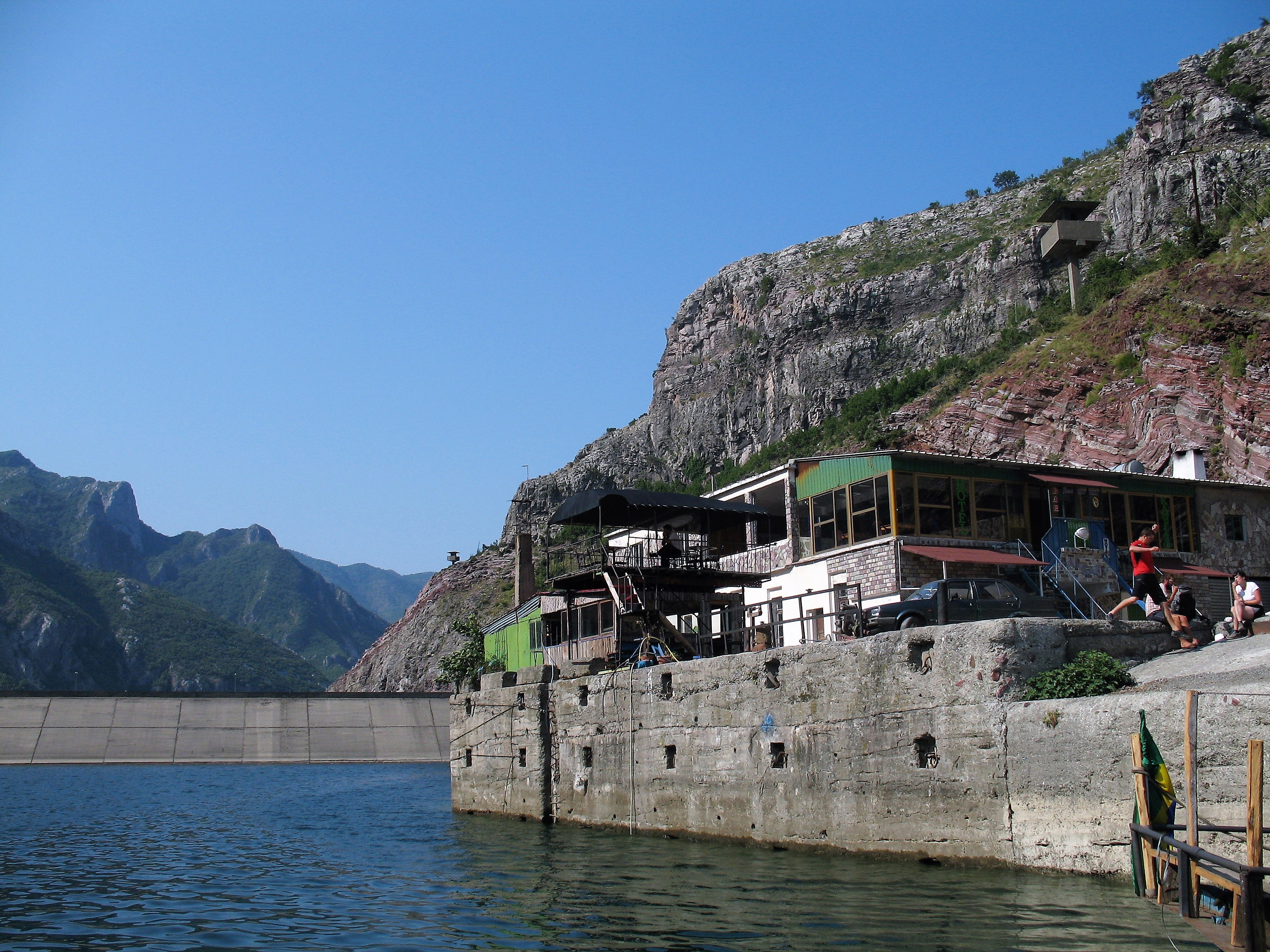
Přehradní hráz a restaurace v přístavu Palaj-Gushta
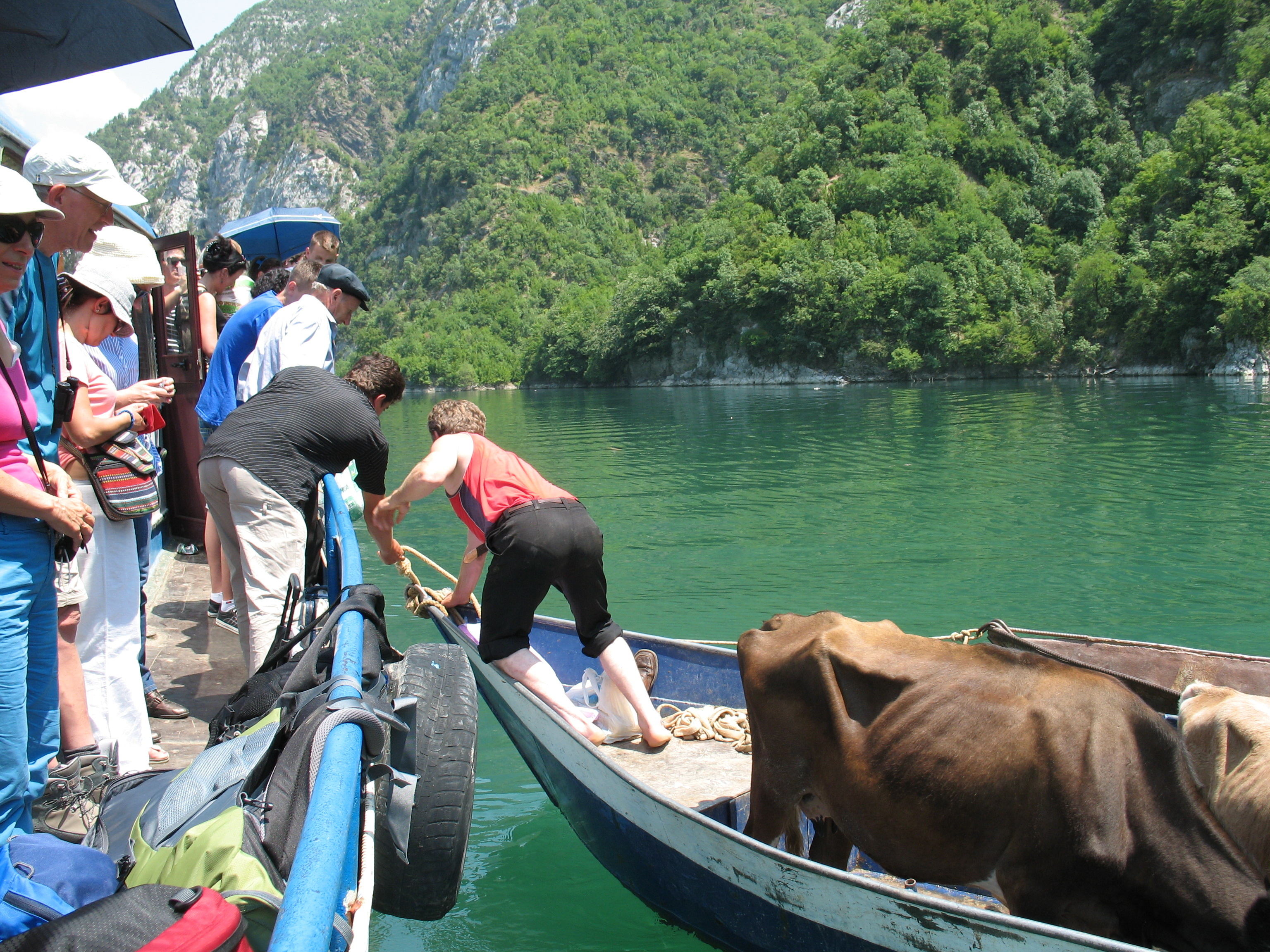
Místní obyvatelé přebírají zásilky přímo uprostřed jezera
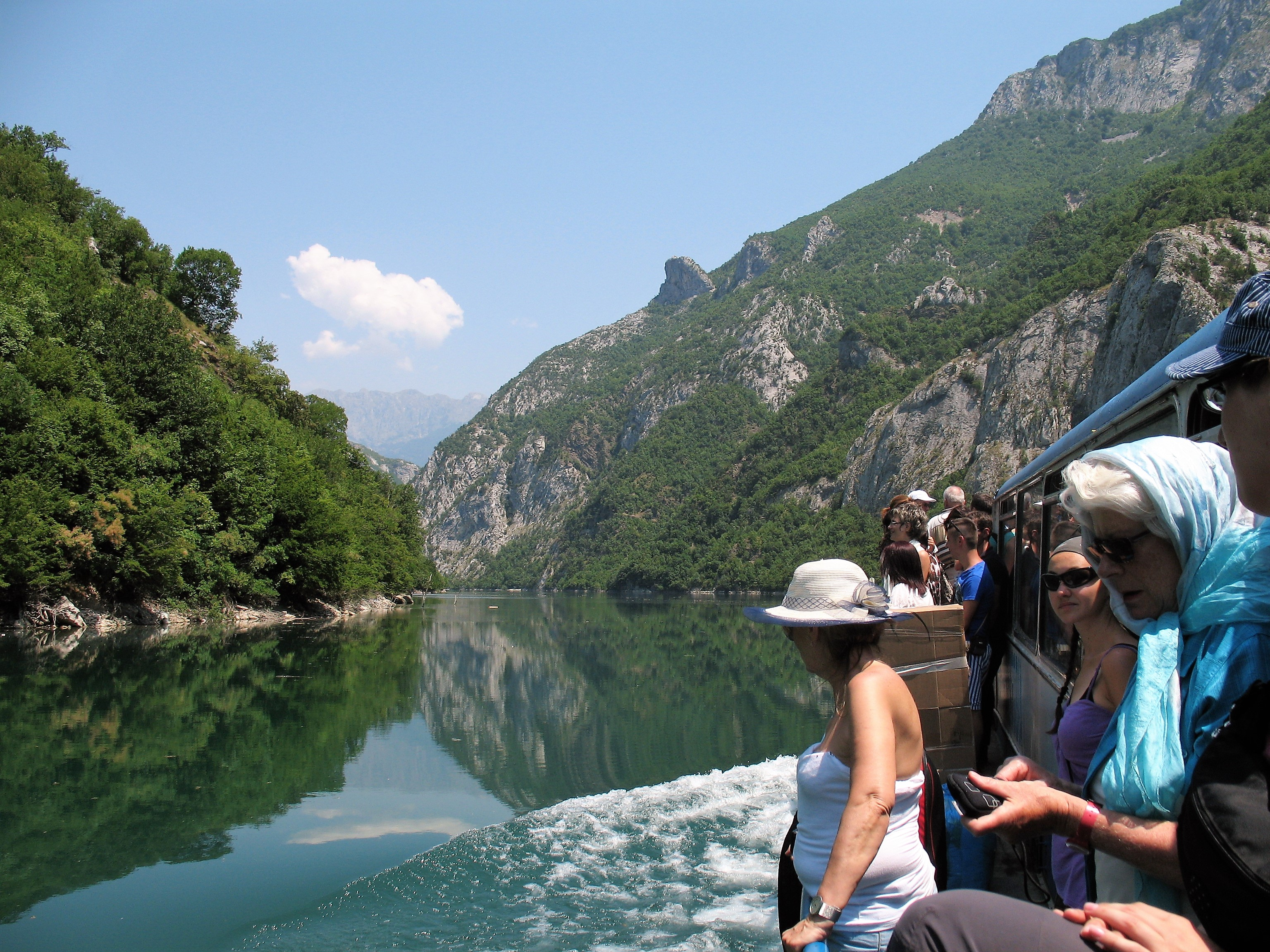
Loď přeplněná turisty pluje do soutěsky

## Život kolem přehrady

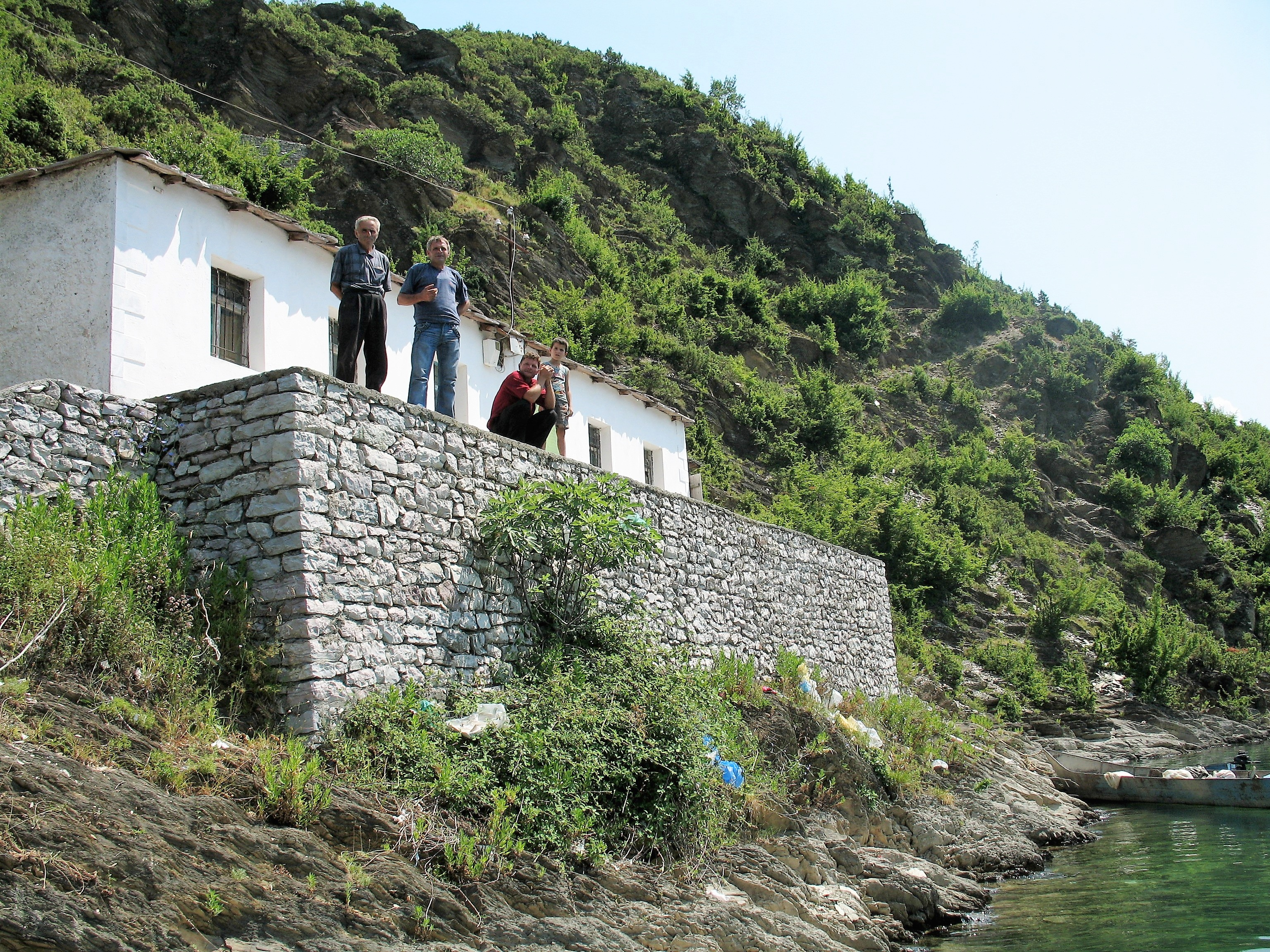
Místní obyvatelé vyhlížejí "vodní autobus"
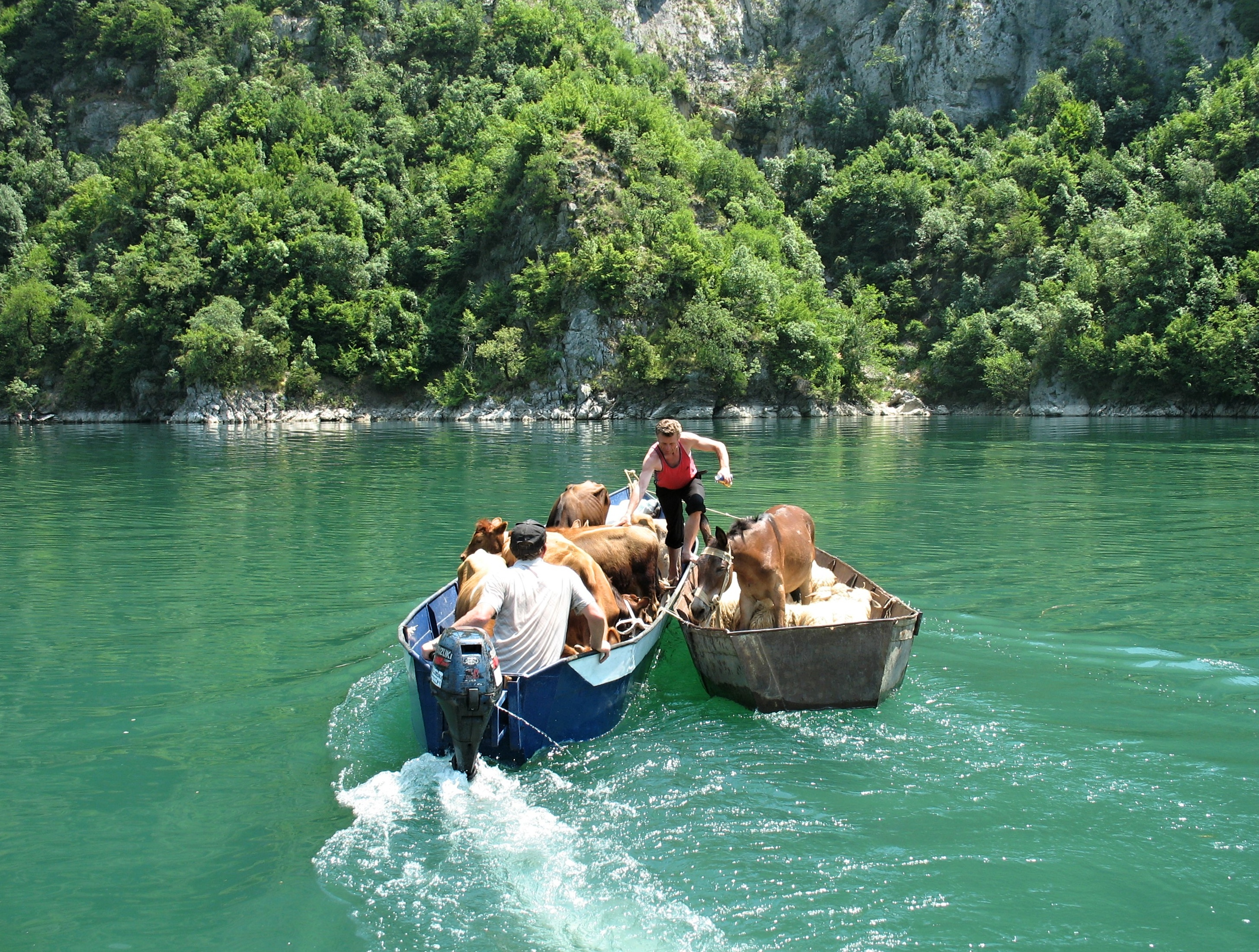
Po vodě se dopravuje úplně všechno
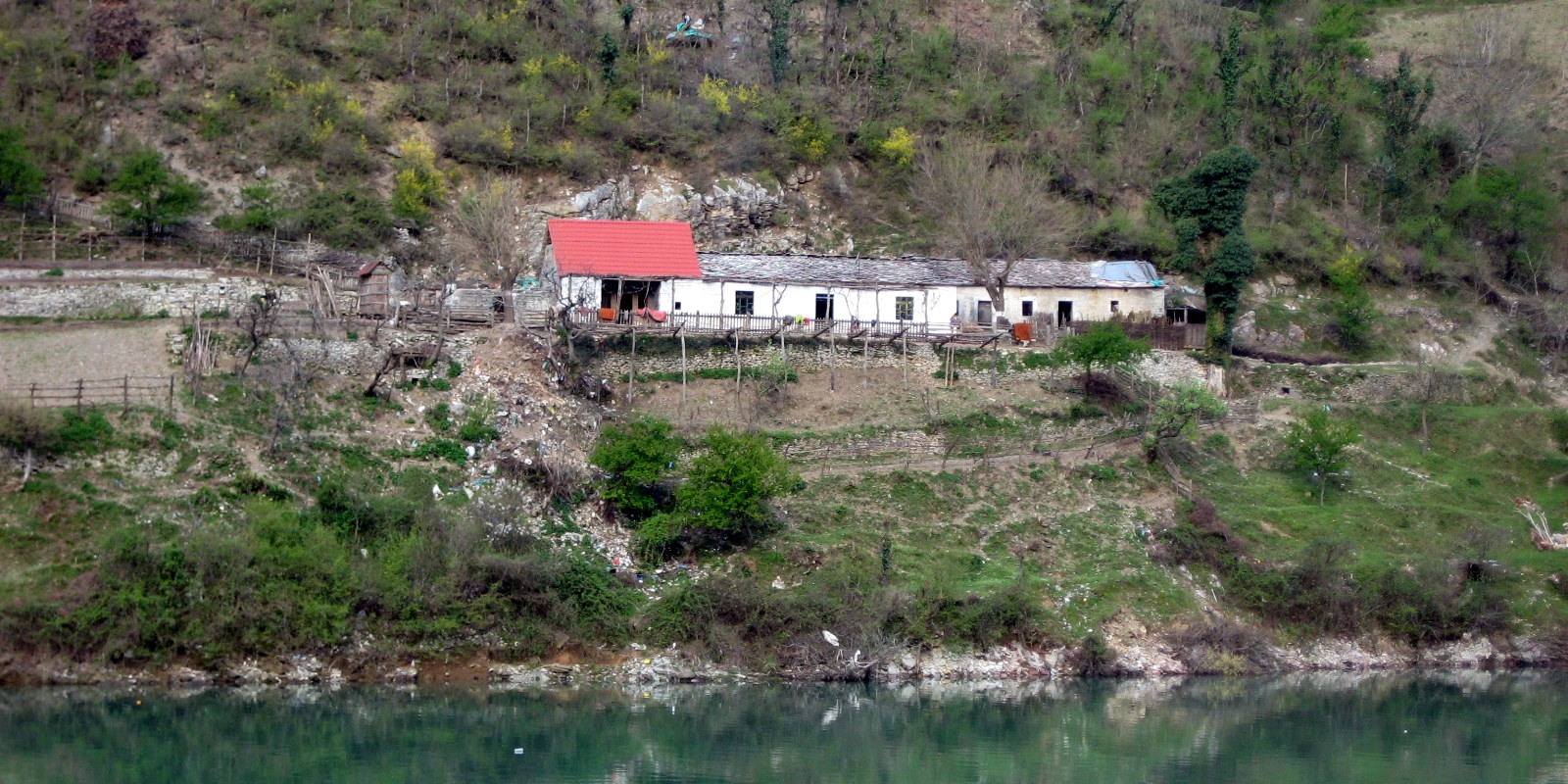
Odlehlé hospodářství na břehu jezera Komani
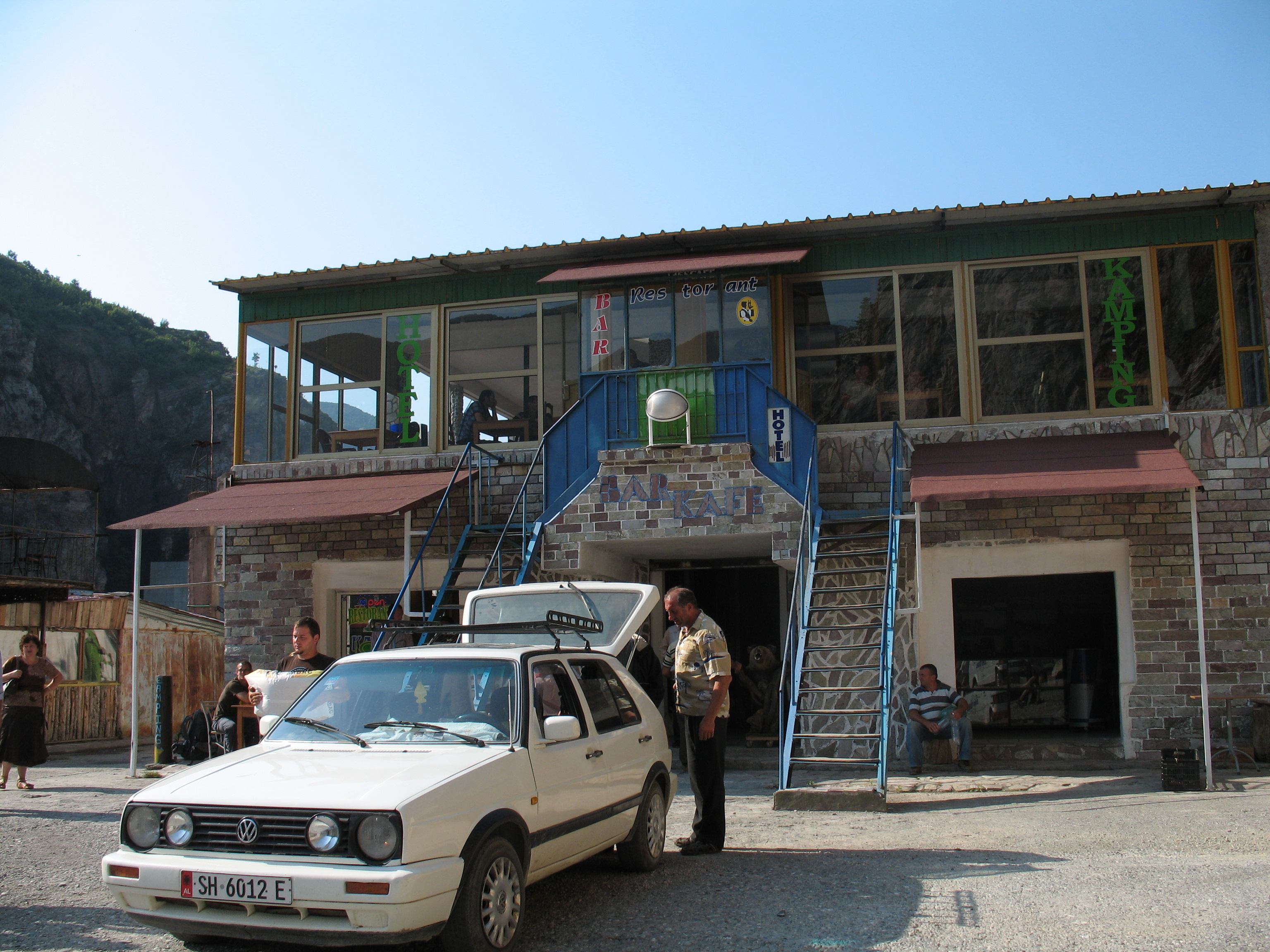
Hotel s restaurací v přístavu u hráze
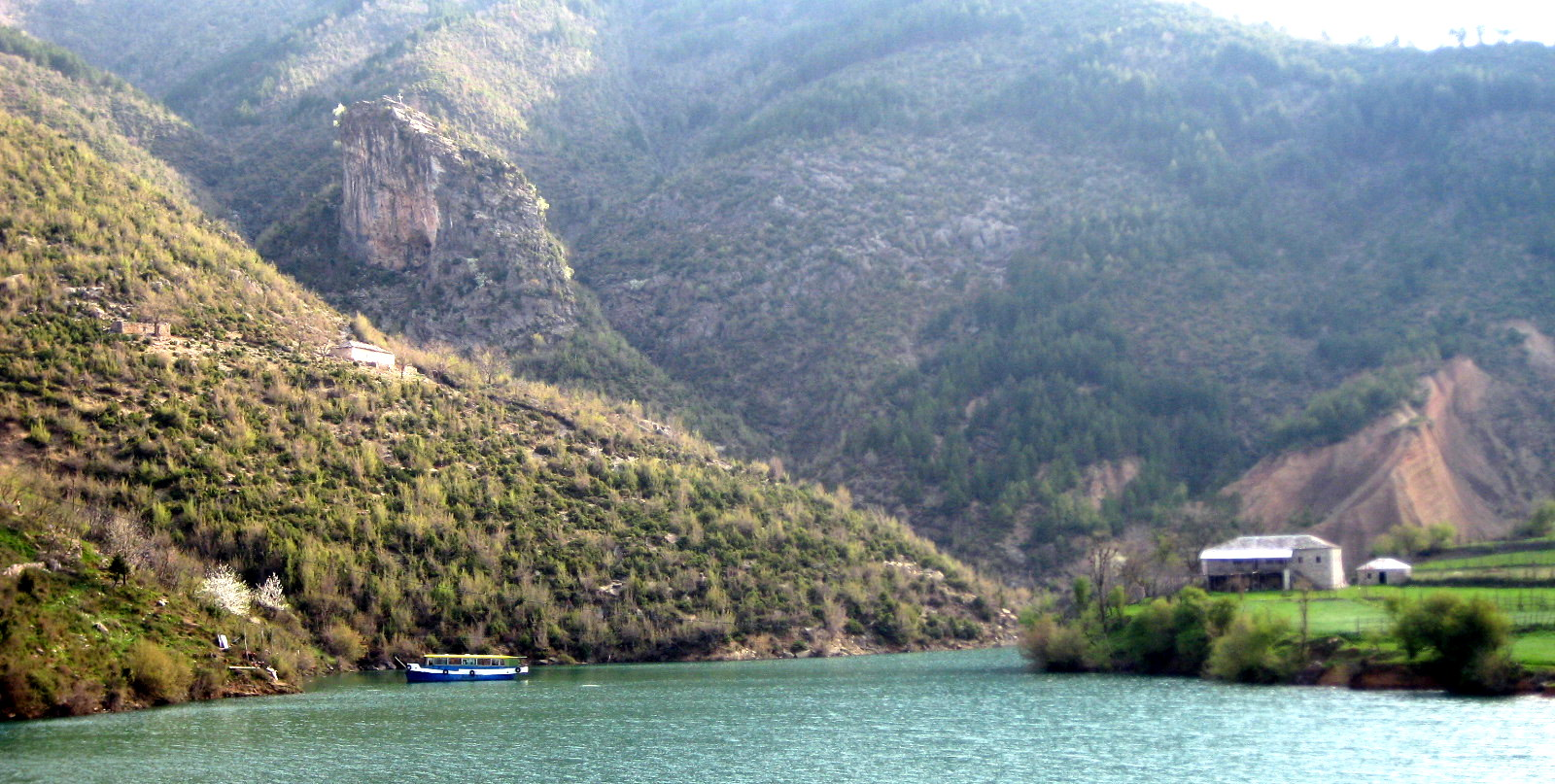
Přívoz v jednom ze širších míst přehrady
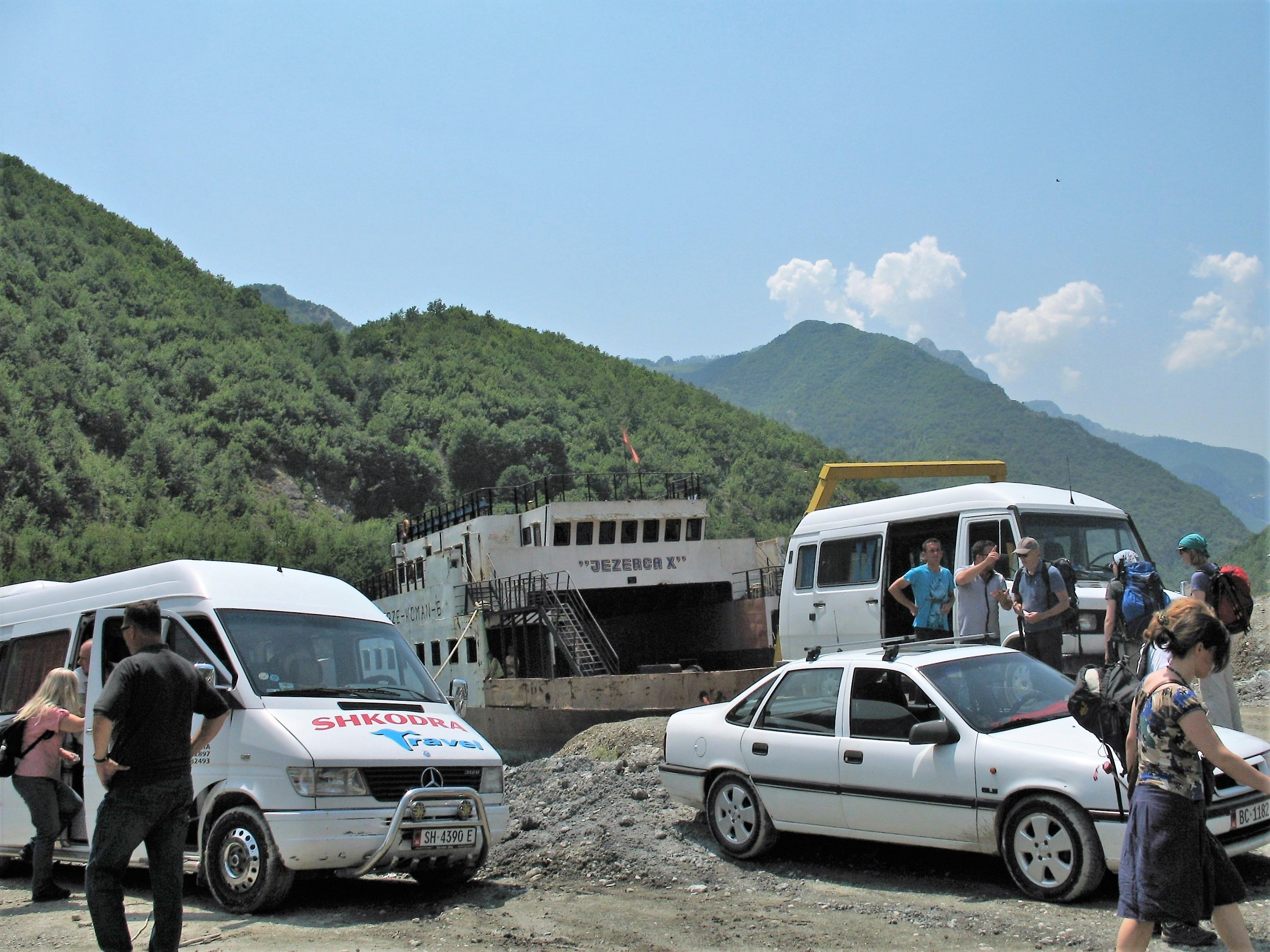
Čekající mikrobusy v přístavu Breg-Lumi